# Kas (Syria)
Kas (arab. كأس) – wieś w Syrii, w muhafazie Aleppo, w dystrykcie Ajn al-Arab. W 2004 roku liczyła 466 mieszkańców.